# Кульчицький Володимир Семенович

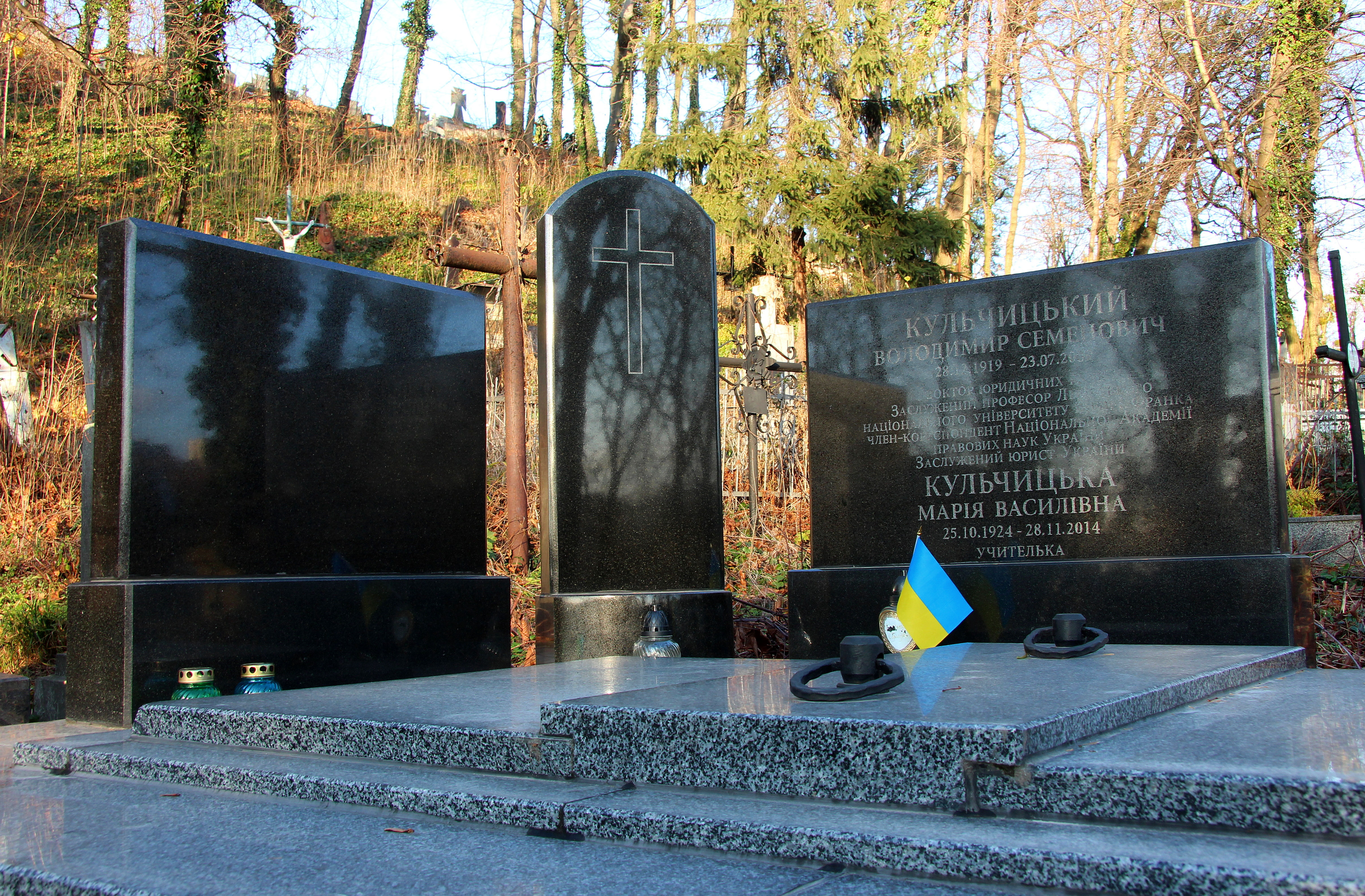

Володи́мир Семе́нович Кульчи́цький (28 грудня 1919, Кульчиці — 23 липня 2009, Львів)  — український правознавець-історик держави і права, доктор юридичних наук, професор, Заслужений юрист України, член-кореспондент Академії правових наук України, заслужений професор Львівського національного університету імені Івана Франка. Автор численних досліджень з історії держави і права України.

## Життєпис
Народився 28 грудня 1919 р. в с. Кульчиці Самбірського району Львівської області. Початкову школу закінчив у рідному селі. Відтак навчався в Самбірській державній гімназії ім. А.Міцкевича, яку закінчив у травні 1939 року.
У червні 1941 закінчив два курси юридичного факультету Львівського університету. Брав участь у боях з німецькими загарбниками, був тяжко поранений на фронті і демобілізований як інвалід Великої Вітчизняної війни. Нагороджений орденом Вітчизняної війни першого ступеня і одинадцятьма медалями.
У 1945–1948 продовжив перерване війною навчання на юридичному факультеті і поступив до аспірантури на кафедрі історії і теорії держави і права Львівського університету.
З 1948 року працював на юридичному факультеті Львівського університету: аспірант, викладач, старший викладач, доцент, професор кафедри теорії та історії держави і права юридичного факультету.
У 1954 захистив в Московському університеті кандидатську дисертацію на тему: «Галицький сейм у системі колоніального апарату Австро-Угорщини».
У 1970 захистив в Інституті філософії та Інституті держави і права Академії наук України докторську дисертацію на тему: "Політичний апарат колоніального управління Східною Галичиною (друга половина XIX — початок XX ст.
Доцент (1956), професор (1973), член-кореспондент Академії правових наук України (1992), Народний посол України (1999), Заслужений юрист України (1999), заслужений професор Львівського національного університету імені Івана Франка (2001).
Орден князя Ярослава Мудрого V ступеня.
Похований у Львові в родинному гробівці на 36 полі Личаківського цвинтаря.

## Праці
Досліджував історію держави і права України, зокрема західноукраїнських земель. Автор близько 500 наукових і науково-популярних праць, зокрема більше 20 колективних монографій і 10 вузівських підручників.
- «Торжество історичної справедливості» (Львів, 1968)
- «Возз'єднання Закарпаття з радянською Україною (соціально-політичні і правові основи)» (Львів, 1985)
- «Юридична наука і освіта на Україні» (Київ, 1992)
- «История отечественного государства и права» (Москва, 1996)
- «Історія держави і права України. Академічний курс у 2-х томах»
- «Західно-Українська Народна республіка 1918—1923. Історія» (Івано-Франківськ, 2001)
- «Довідник з історії України» (Київ, 2001)
- «Апарат управління Галичиною в складі Австро-Угорщини» (Львів, 2002).
- Галицько-Волинська держава (1199–1349 рр.)” (Львів: 2006); “
- Генезис та еволюція української конституції” (Львів, 2006);
- “Історія держави і права України. Академічний курс”, рекомендовано МОН України (Київ, 2008).

## Пам'ять
Міжнародна асоціація істориків права 29 квітня — 1 травня 2011 р. у м. Львові провела міжнародну історико-правову конференцію «Наукова спадщина професора В. С. Кульчицького і сучасність».
Кафедра Історії держави, права та політико-правових учень юридичного факультету Львівського національного університету імені Івана Франка ініціювала і організувала 15 листопада 2019 р. у Львові Всеукраїнську наукову конференцію на тему: «Актуальні проблеми історії держави і права України та наукова спадщина професора Володимира Семеновича Кульчицького (до 100-річчя від дня народження)». 